# Crystal Lake (гурт)
Crystal Lake — японський металкор-гурт із Токіо, створений у 2002 році. До складу гурту входять вокаліст Джон Роберт Сенторріно, гітаристи Юдай Міямото та Хісацугу Таджі, басист Міцуру та барабанщик Гаку Таура, який є колишнім учасником Nocturnal Bloodlust. Після виходу Шиньї Хорі Міямото залишається єдиним учасником оригінального складу гурту. Crystal Lake випустили п'ять студійних альбомів. Їхній останній студійний альбом Helix вийшов 28 листопада 2018 року.

## Історія

### 2002—2005: заснування та перші релізи
Crystal Lake було засновано в 2002 році в Токіо, Японія. Їхнє перше демо, Freewill, було випущено в лютому, якраз перед концертом у Кореї, на який їх запросив GMC Records. Друге демо, One Word Changes Everything, вийшло в липні, а самостійний мініальбом із чотирма треками під назвою Freewill вийшов у вересні тиражем 1000 копій. У вересні 2003 року Crystal Lake зіграли п'ять концертів у Японії з австралійським гуртом Day of Contempt.
З березня по червень 2004 року вони гастролювали з Loyal to the Grave і Extinguish the Fire. Після закінчення туру гурти випустили спліт-альбом під назвою Blood of Judas на CD та DVD.
29 квітня 2005 року гурт випустив другий спліт-альбом із Risen і Unboy під назвою 3 Way Split. Вони також гастролювали в Малайзії.

### 2006—2007:Dimensionі Taste of Chaos 2007
У лютому 2006 року вони виступили на Independence D. 5 липня 2006 року гурт випустив перший студійний альбом під назвою Dimension на лейблі Imperium Recordings. Після виходу альбому вони вирушили в «Dimension Tour» Японією.
У лютому 2007 року вони виступили на Metal Presentation з австралійським гуртом I Killed the Prom Queen і Hatebreed під час «Hatebreed Japan Tour» у березні. У листопаді 2007 року вони грали на фестивалі Taste of Chaos компанії Rockstar в Японії.

### 2008—2009: третій спліт-альбом і Taste of Chaos 2008
У травні 2008 року вони випустили третій спліт-альбом на CD з японським панк-гуртом Cleave. У листопаді 2008 року вони знову виступили на концерті Rockstar «Taste of Chaos» в Японії.
У січні 2009 року вони гастролювали в Японії з Parkway Drive і Shai Hulud.

### 2010—2011:Into the Great Beyondі вихід Нісімури
27 травня 2010 року Crystal Lake виклали для вільного завантаження демо Endeavour для безкоштовного завантаження на своїй сторінці MySpace. Crystal Lake також анонсували через MySpace, Twitter, Facebook і YouTube нове музичне відео «Twisted Fate» з майбутнього другого студійного альбому під назвою Into the Great Beyond. 11 червня 2011 року вокаліст-засновник Кентаро Нісімура покинув гурт.

### 2012—2015: зміна складу таCubes
24 березня 2012 року гурт покинув барабанщик Юсуке Ісіхара. 3 липня на своїй сторінці у Facebook гурт оголосив про свого нового вокаліста Рьо Кіношиту: «Сьогодні ми раді оголосити про найновіше поповнення в родині Crystal Lake, будь ласка, привітайте нового вокаліста Рьо». Наступного дня гурт оголосив, що Ґаку Таура буде грати на барабанах. Вони також оголосили, що влітку збираються випустити новий сингл. 5 вересня вони випустили два нових сингли: «The Fire Inside» і «Overcome», зведенням і мастерингом яких займався Брайан Худ на 456 Recordings.
З 26 січня по 1 лютого 2013 року вони гастролювали з As Blood Runs Black і Confession. У травні 2013 року вони гастролювали з The Ghost Inside і Continents. Після цього вони розділили сцену з Emmure і гастролювали Японією під час Sumerian Tour 2013 з Born of Osiris, Upon a Burning Body та Her Name in Blood. Пізніше в 2013 році гурт вирушив в турне на підтримку Coldrain, Her Name in Blood, Crossfaith, Before My Life Fails, SiM і Totalfat.
9 лютого 2014 року вони грали на Scream Out Fest 2014 із The Devil Wears Prada, Periphery, The Word Alive, Fear, and Loathing in Las Vegas та Her Name in Blood у Shinkiba Studio Coast, Токіо. 12 квітня вони грали на Monster Energy Outburn Tour 2014 з Coldrain, Crossfaith і Miss May I у Саппоро.
Пізніше у 2014 році гурт оголосив, що їхній перший мініальбом під назвою Cubes на сторінці YouTube має вийти 6 серпня 2014 року. 28 липня вийшов кліп на нову пісню «Ups & Downs». 4 серпня вийшов кліп на кавер-версію пісні Limp Bizkit «Rollin'». 6 серпня вони випустили новий мініальбом Cubes на лейблі Cube Records. Cubes дебютував на 5 місці в щотижневому японському чарті інді-альбомів Oricon, на 45 місці в щотижневому чарті альбомів і на 27 місці в щоденному чарті альбомів.
8 серпня вони стали хедлайнерами «True North Project Tour» за підтримки Infection, Prompts, Sailing Before the Wind, Scarface і Shark Ethic. Вони гастролювали під час туру Crossfaith «ACROSS THE FUTURE Tour» із We Came as Romans і While She Sleeps у вересні. 25 жовтня вони розпочали хедлайнерський тур «Cubes Tour» 2014. 15 листопада вони виступили на Knotfest Japan 2014.
3 серпня 2015 року було оголошено, що басист Ясуюкі Котака вирішив покинути гурт через проблеми зі здоров'ями.

### 2015—2017: Підписання контракту з Artery Recordings,The SignіTrue North
7 вересня 2015 року Crystal Lake оголосили про підписання контракту з Artery Recordings у США та JPU Recordings у Великобританії та Європі, а також про плани випустити третій студійний альбом The Sign 7 жовтня 2015 року на цих лейблах. 30 листопада 2016 року Crystal Lake випустили четвертий студійний альбом True North . Пізніше вони випустили два нових сингли, «Apollo» і «Machina» в 2017 році.

### 2018—2019: підписання контракту з SharpTone Records іHelix
6 серпня 2018 року Crystal Lake випустили сингл і відео до нього на пісню «The Circle». Тритрековий реліз The Circle вийшов 8 серпня.
28 листопада SharpTone Records оголосили про підписання контракту з Crystal Lake. Гурт випустив новий сингл та відео до нього на пісню «Aeon». Того ж дня гурт випустив п'ятий студійний альбом Helix ексклюзивно в Японії з міжнародним релізом у 2019 році. У 2019 році Crystal Lake підтримали August Burns Red, Miss May I і Fit for a King у «The Dangerous Tour» у Північній Америці. У березні Crystal Lake вирушили в російський тур Adept як супроводжувальний гурт. Вони також виступили хедлайнерами туру «Never Say Die Tour» у 2019 році з In Hearts Wake, King, Our Hollow Our Home, Polar, Alpha Wolf і Great American Ghost.

### 2020–дотепер:The Voyagesта вихід Кіношіти та Хорі
8 липня 2020 року гурт випустив сингл під назвою «Watch Me Burn» і відповідне музичне відео. 9 липня, через день після нового релізу, гурт оголосив, що ритм-гітарист, засновник гурту Шінья Хорі візьме перерву з особистих причин.
3 серпня гурт перевипустив пісню «Into the Great Beyond» з другого однойменного студійного альбому разом із супровідним музичним кліпом. У той же час гурт оголосив про альбом, що складається з перезаписаного матеріалу їхньої епохи з Кентаро Нісімури, під назвою The Voyages, який вийшов 5 серпня 2020 року, а також оприлюднив обкладинку альбому та трек-лист. 21 листопада гурт офіційно оголосив, що перерва Хорі стане остаточним виходом через «особисті причини».
У липні 2021 року гурт випустив сингл «Curse», який супроводжувався офіційним кліпом на пісню, завантаженим на їхній YouTube-канал. Разом із музичним відео було оголошено, що Ґаку Таура та Міцуру, гастрольні учасники, стали офіційними членами гурту. Також гурт включив у склад ритм-гітариста Хісацугу «TJ» Таджі. 28 вересня 2022 року Рьо Кіношіта оголосив, що покинув гурт, посилаючись на розлад адаптації, через який йому важко продовжувати роботу в гурті. Хвороба мучила Кіношиту протягом останніх п'яти років, що і стало причиною його рішення піти з гурту. 11 березня 2023 року Crystal Lake оголосили, що вони залучили Джона Роберта Сенторріно, який раніше брав участь у The Last Ten Seconds of Life, як нового вокаліста. 23 червня гурт представив сингл «Rebirth» і відповідний кліп.

## Музичний стиль
Музичний стиль Crystal Lake був описаний як металкор, прогресивний метал, ню-метал, і дезкор.

## Склад гурту
| Поточний склад - Юдай «YD» Міямото — соло-гітара (2002–дотепер); бек-вокал (2012–дотепер) - Gaku Taura — ударні (2021–дотепер; гастрольний учасник 2012—2021) - Міцуру — бас (2021–дотепер; гастрольний учасник 2017—2021) - Хісацугу «TJ» Таджі — ритм-гітара (2021–дотепер) - Джон Роберт Сенторіно — вокал (2023–дотепер) | Колишні учасники - Сейджі Наґасава — бас (2002—2007) - Кентаро Нісімура — вокал (2002—2011) - Юсуке Ісіхара — ударні (2002—2012) - Ясуюкі Котака — бас (2007—2015) - Терукі Такахасі — бас (2015—2016) - Шінья Хорі — ритм-гітара (2002—2020) - Рьо Кіносіта — вокал (2012—2022) Гастрольні учасники - Бітоку Сакамото — бас (2015; 2016—2018; 2023) |

Шкала

## Дискографія

### Студійні альбоми
| Dimension                                          | - Випущено: 5 липня 2006 - Лейбл: Imperium Recordings - Формат: CD | —  | —  |
| Into the Great Beyond                              | - Випущено: 3 листопада 2010 - Лейбл: Imperium Recordings - Формат: CD | —  | —  |
| The Sign                                           | - Випущено: 7 жовтня 2015 - Лейбл: - Cube Records (Японія) - Artery Recordings (США) - JPU Records (ЄС) - Halfcut Records & Shock Records (Австралія) - Формати: CD, LP, цифрове завантаження    | 36 | 32 |
| True North                                         | - Випущено: 30 листопада 2016 (Японія) - 2 грудня 2016 (Північна Америка, Великобританія, ЄС) - Лейбл: - Cube Records (Японія) - Artery Recordings (США) - Формати: CD, LP, цифрове завантаження | 39 | 37 |
| Helix                                              | - Випущено: 28 листопада 2018 (JPN) - 15 лютого 2019 (Північна Америка, Великобританія, ЄС) - Лейбл: - Cube Records (Японія) - SharpTone Records (США) - Формати: CD, LP, цифрове завантаження   | 23 | 19 |
| «—» позначає елементи, які не внесені до діаграми. | |    |    |

### Мініальбоми
| Cubes                                              | - Випущено: 6 серпня 2014 - Лейбл: Cube Records - Формати: CD, LP, цифрове завантаження | 45 | 40 |
| «—» позначає елементи, які не внесено до діаграми. |                                                                                         |    |    |

### Спліт-альбоми
| Назва                                                      | Деталі альбому                                                 |
| ---------------------------------------------------------- | -------------------------------------------------------------- |
| Blood of Judas (з Extinguish the Fire, Loyal to the Grave) | - Випущено: 30 жовтня 2004 - Лейбл: Blood Axe - Формат: CD     |
| 3 Way Split (з Risen, Unboy)                               | - Випущено: 29 квітня 2005 - Лейбл: Alliance Trax - Формат: CD |
| Crystal Lake / Cleave (з Cleave (група)                    | - Випущено: 24 травня 2008 - Лейбл: HGR - Формат: CD           |

### Альбоми-збірки
| The Voyages                                        | - Випущено: 5 серпня 2020 - Лейбл: - Cube Records (JPN) - SharpTone Records (США) - Формати: CD, LP, цифрове завантаження | 40 | 33 |
| «—» позначає елементи, які не внесено до діаграми. | |    |    |

### Сингли
| «The Fire Inside / Overcome»           | 2012 | —  | Non-album singles |
| «Apollo»                               | 2017 | 26 | Helix             |
| «The Circle»                           | 2018 | 44 | Non-album singles |
| «Watch Me Burn»                        | 2020 | 12 | Non-album singles |
| «Curse»                                | 2021 | 50 | Non-album singles |
| «Denial / Rebirth»                     | 2023 | —  | Non-album singles |
| «DYSTOPIA»                             | 2023 | —  |                   |
| «—» denotes items which did not chart. |      |    |                   |

### Співпраця
| Рік  | Пісня                                               | Альбом                   | Виконавець альбому                      |
| ---- | --------------------------------------------------- | ------------------------ | --------------------------------------- |
| 2012 | «Accept Your Fate Now» (за участі Рьо Кіносіти)     | Seated with Liquor       | Draw the Emotional & Foreground Eclipse |
| 2013 | «Icons» (за участі Рьо Кіносіти)                    | (For)Lorn (フォーローン) | Before My Life Fails                    |
| 2013 | «Superhate» (за участі Рьо Кіносіти)                | Storm Chaser             | Translations                            |
| 2015 | «Monster» (за участі Рьо Кіносіти)                  | Magna Carta              | Swanky Dank                             |
| 2015 | «Neo Khaos» (за участі Рьо Кіносіти)                | Neo Tokyo Rave Style     | DJ Baku                                 |
| 2016 | «Back to Zero» (за участі Рьо Кіносіти)             | Coexistence              | Breakdown of Sanity                     |
| 2016 | «Spectrum» (за участі Рьо Кіносіти)                 | Fixed                    | Survive Said the Prophet                |
| 2017 | «Solace» (за участі Рьо Кіносіти)                   | Ambivalence              | End These Days                          |
| 2017 | «Kingsglaive» (за участі Рьо Кіносіти)              | Non-album single         | Scintilla                               |
| 2017 | «Dreamscape» (за участі Crystal Lake)               | Dreamscape               | PhaseOne                                |
| 2018 | «Angelwrath» (за участі Рьо Кіносіти)               | Spirit Vessel            | A Scent Like Wolves                     |
| 2019 | «Deathwatch» (за участі Рьо Кіносіти)               | Deathwatch               | The Royal                               |
| 2019 | «Atmosphere» (за участі Рьо Кіносіти)               | Damaged Souls            | Awake the Dreamer                       |
| 2019 | «Mayday» (за участі Рьо Кіносіти)                   | The Side Effects         | Coldrain                                |
| 2020 | «Yōkai» (за участі Рьо Кіносіти)                    | Yōkai                    | Within Destruction                      |
| 2020 | «God of Fire» (за участі Рьо Кіносіти)              | The Path                 | Fit for a King                          |
| 2020 | «Agnes» (за участі Рьо Кіносіти)                    | Non-album single         | Hills Have Eyes                         |
| 2020 | «Holy Roller» (нова версія; за участі Рьо Кіносіти) | Eternal Blue             | Spiritbox                               |
| 2020 | «Cibus» (за участі Рьо Кіносіти)                    | Metempsychosis           | Dexcore                                 |
| 2021 | «Remember Me» (за участі Рьо Кіносіти)              | Burn in the Flood        | Our Hollow, Our Home                    |
| 2022 | «The Abyss» (за участі Рьо Кіносіти)                | Oceans                   | Esprit D'Air                            |
| 2022 | «Demon King» (new version; за участі Рьо Кіносіти)  | Non-album single         | Brand of Sacrifice                      |
| 2022 | «Ronin» (за участі Рьо Кіносіти)                    | Trinity                  | The Gloom in the Corner                 |

### Інші виступи

#### Музичні кліпи
| Рік  | Пісня          | Виконавець | Режисер     | Посилання |
| ---- | -------------- | ---------- | ----------- | --------- |
| 2020 | «Baseball Bat» | SiM        | Inni Vision |           |